# Assistens Kirkegård (Svendborg)
|  | Denne artikel handler om Assistens Kirkegård i Svendborg. For andre kirkegårde med samme navn, se Assistens Kirkegård (flertydig) |
Assistens Kirkegård er en kirkegård beliggende i Svendborg.
Den blev indviet i 1821. Dengang erstattede den to mindre kirkegårde ved Vor Frue Kirke og Sct. Nicolaj Kirke, som begge lå i den ældste del af Svendborg.
Assistens Kirkegård er udvidet af flere gange og udgør i dag et areal på fem hektar. Her er både traditionelle gravsteder og urnegravsteder samt en fællesplæne. Derudover findes en urnelund, et columbarium og en børneplæne.
Området har karakter som park med gamle træer, alléer og haveanlæg.
Svendborgs ældste kirkegård rummer flere historiske anlæg. Her er grave og et mindesmærke for faldne danske soldater i krigene 1848-50 og 1864. På kirkegården er der også begravet ni personer fra Royal Air Force. De stammer fra to fly, et Lancaster ND365 og et MG-L, der blev skudt ned i 1944.  Der er derudover grave for store personligheder som eksempelvis forfatteren Johannes Jørgensen.
I 1896 indviedes kapellet, tegnet af Kristoffer Varming og Johannes Magdahl Nielsen, på kirkegården.  Det første krematorium blev taget i brug i 1932.
Kirkegården drives af Svendborg Kirkegårde sammen med Fredens Kirkegård og Sct. Jørgens Kirkegård i Svendborg.

## Kendte begravet på kirkegården
- Jacques Pierre Devantier
- A.L.H. Elmquist
- John Eriksen
- Johannes Jørgensen
- Bjørn Uglebjerg
- Theobald Weber

## Reference
1. ↑  "De engelske grave på Skarø, Landet og Svendborg Kirkegårde". Arkiveret fra originalen 10. september 2013. Hentet 26. januar 2012.

55°3′24.9″N 10°36′20.89″Ø / 55.056917°N 10.6058028°Ø